# Prymorsk (huyện)
Huyện Prymorsk (tiếng Ukraina: Приморський район, chuyển tự: Prymorsks’kyi raion) là một huyện của tỉnh Zaporizhia thuộc Ukraina. Huyện Prymorsk có diện tích 1398 km², dân số theo điều tra dân số ngày 5 tháng 12 năm 2001 là 35223 người với mật độ 25 người/km2. Trung tâm huyện nằm ở Prymorsk.